# Mia Kirshner
Mia Kirshner (Toronto, 25 de janeiro de 1975) é uma atriz canadense de filmes e séries de televisão.

## Biografia

### Primeiros passos
É filha de Sheldon Kirshner, um jornalista que nasceu num campo de refugiados na Alemanha em 1946. Ele conheceu sua esposa, Etti, uma refugiada judia-búlgara em Israel. É neta de sobreviventes do holocausto.

### Educação
Mia Kirshner estudou Literatura Russa e a indústria cinematográfica no século XX na Universidade McGill em Montreal.

### Carreira
Em 1993, ela interpretou uma dominatrix no filme de Denys Arcand Love and Human Remains e foi indicada ao prêmio Genie de Melhor Atriz Coadjuvante. No ano seguinte estrelou o filme Exotica de Atom Egoyan. Em 1995, ela fez o teste para o papel de Jenny no controverso filme de Larry Clark Kids (1995), entretanto acabou perdendo para Chloe Sevigny.
Em 1996, Ela apareceu em O Corvo: Cidade dos Anjos
Kirshner apareceu nos 3 primeiros episódios da série 24 Horas como uma terrorista bissexual, Mandy em 2001. Ela iria mais tarde repetir o papel para o episódio final da 2ª temporada, e na metade da 4ª temporada.
Em 2006, estrelou o filme de Brian De Palma, chamado The Black Dahlia, junto com Josh Hartnett, Aaron Eckhart, Scarlett Johansson e Hilary Swank. Kirshner interpreta uma jovem atriz, Elizabeth Short, que foi terrivelmente assassinada em 1947.
Kirshner interpretou Jenny Schecter na série-sensação The L Word desde o seu começo em 2004. Saindo da série no final da 2° temporada e retornando no começo da 3° temporada e seguindo até a 6° temporada.
Em 2010, Kirshner participou do filme 30 Days of Night: Dark Days, no qual ela começou a filmar no outono de 2009. Ainda em 2010, ela fez uma participação especial como Isobel Fleming, na série de televisão, The Vampire Diaries.
Em 2011, ela deu voz ao personagem-título em Bear 71, na National Film Board of Canada como documentário que estreou no Festival Sundance de Cinema. No dia 20 de abril de 2012, foi anunciado que Kirshner estará na série de televisão da Syfy chamada Defiance.
Ela também apareceu no clipe de Tainted Love, de 2001, do cantor Marilyn Manson.

#### Enquetes
Kirshner ficou na 43ª colocação na famosa classificação da revista Maxim das 100 mulheres mais quentes de 2002.
Ela e Beverly Polcyn foram indicadas ao prêmio de "Melhor Beijo" no MTV Movie Awards de 2002 por Não É Mais Um Besteirol Americano. Em 2010, Kirshner ficou na 36ª colocação da lista dos "Mais belos rostos".

## Filmografia
| Filmes | Filmes                      | Filmes             | Filmes    |
| Ano    | Título                      | Papel              | Notas     |
| ------ | --------------------------- | ------------------ | --------- |
| 1993   | Cadillac Girls              | Page               |           |
| 1993   | Love and Human Remains      | Benita             |           |
| 1994   | Exotica                     | Christina          |           |
| 1995   | Johnny's Girl               | Amy                | Telefilme |
| 1995   | The Grass Harp              | Maude              |           |
| 1996   | The Crow: City of Angels    | Sarah              |           |
| 1996   | Murder in the First         | Rosetta Young      | (adulta)  |
| 1997   | Mad City                    | Laurie             |           |
| 1997   | Anna Karenina               | Kitty              |           |
| 1999   | Saturn                      | Sarah              |           |
| 1999   | Out of the Cold             | Deborah Berkowitz  |           |
| 2000   | Innocents                   | Dominique Denright |           |
| 2000   | Cowboys and Angels          | Candice            |           |
| 2001   | Century Hotel               | Dominique          |           |
| 2001   | According to Spencer        | Melora             |           |
| 2001   | Not Another Teen Movie      | Catherine Wyler    |           |
| 2002   | New Best Friend             | Alicia Campbell    |           |
| 2002   | Now & Forever               | Angela Wilson      |           |
| 2003   | Party Monster               | Natasha            |           |
| 2005   | The Iris Effect             | Rebecca            |           |
| 2006   | The Black Dahlia            | Elizabeth Short    |           |
| 2007   | They Come Back              | Faith Hardy        | Telefilme |
| 2008   | Miss Conception             | Clem               |           |
| 2010   | 30 Days of Night: Dark Days | Lilith             | Vídeo     |
| 2011   | 388 Arletta Avenue          | Amy                |           |
| 2012   | Kiss at Pine Lake           | Zoe McDowell       | Telefilme |
| 2012   | The Barrens                 | Cynthia Vineyard   |           |
| 2013   | The Surrogacy Trap          | Christy Bennett    | Telefilme |
| 2013   | I Think I Do                | Julia              |           |
| 2014   | The Network                 | Carol Varon        |           |
| 2016   | Milton's Secret             | Jane Adams         |           |

| Televisão     | Televisão                      | Televisão            | Televisão                                 |
| Ano           | Título                         | Papel                | Notas                                     |
| ------------- | ------------------------------ | -------------------- | ----------------------------------------- |
| 1989          | War of the Worlds              | Jo                   | episódio: "Loving the Alien"              |
| 1990          | Danger Bay                     | Catherine Walker     | episódio: "Live Wires"                    |
| 1990          | Dracula: The Series            | Sophie Metternich    | 21 episódios (1990-1991)                  |
| 1991          | My Secret Identity             | Alana Porter         | episódio: "My Other Secret Identity"      |
| 1991          | Sweating Bullets               | Cathy Paige          | episódio: "Runaway"                       |
| 1992          | Road to Avonlea                | Emily Everett-Smythe | episódio: "High Society"                  |
| 1992          | Are You Afraid of the Dark?    | Dora Pease / Pam     | episódio: "The Tale of the Hungry Hounds" |
| 1992          | Sweating Bullets               | Sandy                | episódio: "Stranger in Paradise"          |
| 2001          | Wolf Lake                      | Ruby Cates           | 9 episódios (2001–2002)                   |
| 2001          | 24                             | Mandy                | 7 episódios (2001-2005)                   |
| 2004          | The L Word                     | Jenny Schecter       | 70 episódios (2004-2009)                  |
| 2009          | The Cleaner                    | April May            | episódio: "Does Everybody Have a Drink?"  |
| 2009          | CSI: NY                        | Deborah Carter       | episódio: "Dead Reckoning"                |
| 2010          | The Vampire Diaries            | Isobel Fleming       | 6 episódios (2010-2011)                   |
| 2013          | Graceland                      | Ashika Pearl         | episódio: "Pizza Box"                     |
| 2013          | Defiance                       | Kenya                | 13 episódios                              |
| 2013          | Lost Girl                      | Clio                 | 3 episódios                               |
| 2013–14       | Defiance                       | Kenya Rosewater      | Main role                                 |
| 2015          | Bloodline                      | Sarah Rayburn        | "Part 1", "Part 6", "Part 11"             |
| 2015          | Reluctant Witness              | Erin Villenueve      | Telefilme                                 |
| 2016          | Real Detective                 | Det. Mannina         | "No One Is Safe"                          |
| 2017–presente | Star Trek: Discovery           | Amanda Grayson       | Papel recorrente                          |
| 2019          | The College Admissions Scandal | Bethany Slade        | Telefilme                                 |
| 2020          | Love, Lights, Hanukkah!        | Christina            | Telefilme                                 |